# Hiroshi Michinaga
Hiroshi Michinaga (道永宏?, Michinaga Hiroshi; Kōbe, 8 ottobre 1956) è un ex arciere giapponese.

## Palmarès
- Giochi olimpici

Montréal 1976: argento nell'individuale.